# The Noite com Danilo Gentili
 (juin 2025).
Le contenu est difficilement compréhensible vu les erreurs de traduction, qui sont peut-être dues à l'utilisation d'un logiciel de traduction automatique.
 (mai 2020).
Si vous disposez d'ouvrages ou d'articles de référence ou si vous connaissez des sites web de qualité traitant du thème abordé ici, merci de compléter l'article en donnant les références utiles à sa vérifiabilité et en les liant à la section « Notes et références ».

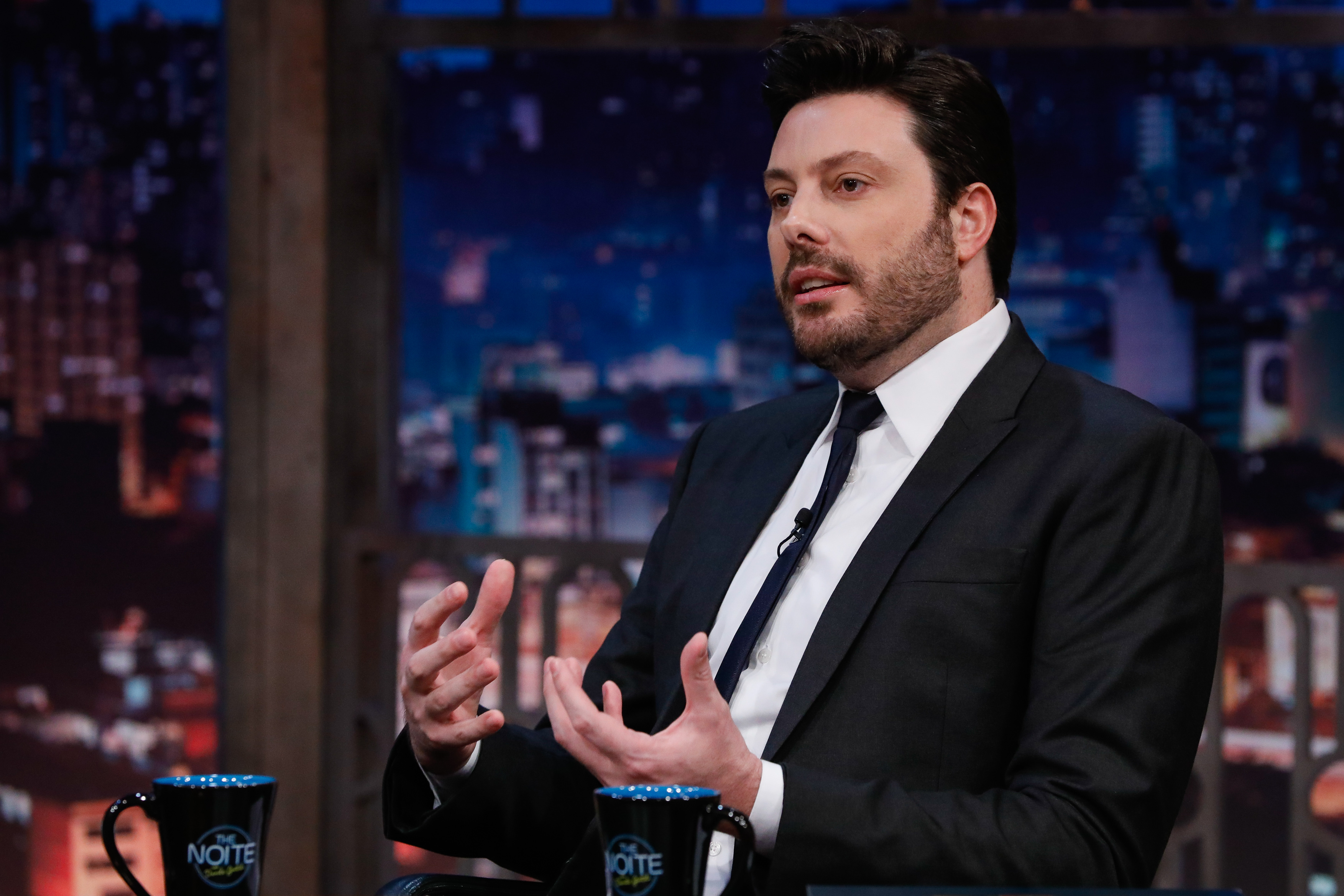
Danilo Gentili lors d'une interview télévisée, 2019.

The Noite com Danilo Gentili est un talk-show brésilien de fin de soirée présenté par le comédien Danilo Gentili sur SBT depuis le 10 mars 2014 à minuit. 
Depuis lors, le programme a dépassé toutes les attentes de la chaîne osasquenne avec une excellente audience et un grand impact sur les médias locaux et internationaux. Cette attraction trouve son origine dans le talk-show Agora É Tarde, que Gentili a créé et dirigé jusqu'à son départ de Rede Bandeirantes.

## Fonctionnement
Le fonctionnement de cette émission est de présenter les personnes interviewées avec beaucoup de blagues et de couvrir les informations principales de la journée,.

## Histoire

### Transition
Fin 2013, Rede Bandeirantes, qui était en pleine restructuration financière, a fini par réduire le temps et l'équipe de l'Agora É Tarde, que Danilo Gentili commandait à la gare, afin de limiter les coûts. Le programme perdrait donc un jour d'exposition pour une reprise des meilleurs moments de la semaine de l'attraction. Cela a suscité le mécontentement de la troupe qui, après avoir reçu une proposition qui permettrait au programme de gagner un jour d'exposition supplémentaire et d'augmenter l'équipe de la SBT, a décidé de rompre avec Bandeirantes et de signer avec la nouvelle station.
De l'équipe originale de l'Agora É Tarde, seul le comédien Marcelo Mansfield a décidé de continuer comme contrat de Bandeirantes. Mansfield a justifié son choix de rester dans le groupe par le fait qu'il n'avait jamais rompu de contrat au cours de sa carrière et qu'il ne rejoindrait pas l'équipe du programme sans sa formation initiale.

### Nom
Au départ, selon le site web du magazine Caras, le nom de l'attraction serait Jô Soares Onze e Meia com Danilo Gentili, qui devait rendre hommage à Jô Soares en faisant référence au titre de l'émission Jô Soares Once e Meia, qui a été présentée pendant 11 ans par lui sur SBT et dont le titre a toujours été la risée de tous, puisqu'il n'a jamais été diffusé pendant cette période. Plus tard, bien que Danilo Gentili ait confirmé que Jô Soares Onze e Meia était le nom possible de l'attraction, le bureau de presse du SBT a nié que ce soit le titre, en plus d'avoir dit qu'il y avait trois noms possibles pour le programme, qui ne faisait aucune référence à Jô Suenes. Finalement, il a été révélé que cela n'allait pas au-delà d'un fouillis fait par Gentili, qui a confirmé ce fait dans ses profils de réseau social.
Le lendemain, le comédien a assuré à UOL, le portail qui héberge le site du magazine Caras, que le nom de l'émission serait La Nuit avec Danilo Gentili. Le nom est un trocadilho[Quoi ?] fait avec le son du mot anglais The, qui a le même son que le mot portugais De, faisant ainsi sonner The Noite comme De Noite (De Nuit).
Selon le journaliste Daniel Castro, qui publie le site Noticias da TV, le titre du programme au nom de Jô Soares n'a pas été accepté par la direction de la chaîne de peur qu'il ne chasse les annonceurs. Dans une interview au journal Extra, Jô Soares  a montré son soutien au nom, disant qu'il le voyait comme un hommage, mais quand on lui a demandé s'il serait autorisé à le faire, il a refusé, disant : « Ce n'est pas ce que vous m'avez demandé au départ »[réf. nécessaire].

### Diffusion

#### Teasers
À partir du 2 février 2014, SBT a passé le veiculaire[Quoi ?] dans ses appels de programmation pour annoncer le programme. Dans le premier teaser, qui ne contenait pas beaucoup de détails sur la transmission et au moins le nom de la nuit[incompréhensible], Danilo Gentili conduit un camion de changements par le chemin d'Anhanguera jusqu'à la nouvelle station, laissant derrière lui la productrice Juliana Oliveira. Le court appel fait référence à la série mexicaine El Chavo del Ocho, considérée comme une icône de la station, avec un mannequin accroché à l'intérieur du véhicule, et a comme fond sonore la musique Nós Vamos Invadir Sua Praia, du groupe Ultraje a Rigor, responsable de la bande sonore de l'attraction, qui a également laissé le groupe à SBT.
Le 10 février 2014, deux appels du nouveau programme se sont vidés[Quoi ?], étant donné qu'il était prévu qu'ils passent à nouveau à l'antenne. Dans l'un des teasers, le groupe Ultraje a Rigor et les comédiens Murilo Couto et Léo Lins sont déballés d'une boîte de vitesse. La productrice Juliana Oliveira ouvre alors la boîte dans laquelle Danilo Gentili se trouve dans son uniforme traditionnel de présentateur : le tender and gravata[Quoi ?]. Dans le second appel, le comédien fait un paean[Quoi ?] avec Sabrina Sato, avec la participation d'un sosie du présentateur, qui a également quitté le groupe, cette fois-ci vers Rede Record. Danilo est allé jusqu'à jouer avec la fugue en créant un nouveau teaser, où il fait une déclaration officielle pour parler de l'inattendu et montrer qu'à partir de ce moment, ses bandes seront très bien conservées.

#### Bannières
Pour faire connaître le programme dans les magazines et journaux à grand tirage, SBT a créé des bannières promotionnelles qui montraient les membres du talk-show dans diverses situations inhabituelles, ce qui a été traité comme une grande innovation. Les bannières ont également été placées dans des lieux publics très animés, et l'une des publicités montre l'assistante de scène Juliana Oliveira portant une boîte de vitesses avec Gentili à l'intérieur.
Plus tard, la station de radio a fait la promotion d'une action qui a été à nouveau considérée comme innovante en plaçant, entre les 6, 7 et 8 mars, des camions d'échange avec les banderoles promotionnelles de fin de soirée sur leurs côtés pour circuler dans la capitale de São Paulo. Les camions, qui ont été totalement emballés avec une communication spéciale du programme, ont envahi les rues de la ville et ont suscité la curiosité du public.
La chaîne a continué à faire connaître l'attraction, cette fois avec une banderole géante qui simulait le scénario du programme, qui a été placée sur un panneau à l'intérieur de la station de métro de São Paulo. Il y avait aussi un siège bleu, semblable à celui de l'émission, qui permettait au public de s'asseoir et de prendre une photo de Danilo Gentili en tant que personne interviewée. L'installation est restée sur place pendant une semaine.

### Première
Dans le programme de la première, l'équipe est passée par plusieurs programmes de SBT, en commençant par Danilo Gentili dans Máquina da Fama, Murilo Couto habillé comme l'un des Chiquititas, Léo Lins dans le programme Eliana, Juliana Oliveira dans Casos de Familia, dans lequel elle faisait partie du thème J'avais l'habitude de me prostituer pour un x-burger, en référence à une confession d'un participant du programme Você na TV de João Kléber sur RedeTV! et les membres du groupe Ultraje a Rigor dans les émissions A Praça É Nossa, Programa do Ratinho, Programa Raul Gil et dans le cadre de Passa ou Repasa, du Sábado Legal, outre un passage par l'émission pour enfants Bom Dia & Companhia. En arrivant aux studios de The Noite, la troupe a rencontré l'ancienne scène du programme Jô Soares Onze e Meia, un hommage à Jô Soares, qui a présenté le programme pendant des années à la même époque. Le studio était tout embrouillé et plein de toiles d'araignée lorsque le comédien Ivo Holanda a crié au public qu'il s'agissait d'une blague de SBT. Ensuite, l'étape du programme a été présentée au public. Le programme a également joué avec le retrait de Marcelo Mansfield, qui a décidé de ne pas aller à SBT avec ses camarades et est resté à Bandeirantes. Dans cette scène, le présentateur a reçu un SMS qui disait : « El véio pulou fuera del barco ». Plus tard, en le cherchant à l'Artist's Retreat (maison de retraite pour artistes âgés), Léo Lins a trouvé l'acteur Marcos Oliver Seminu. Marcelo n'a pas assuré le suivi avec le reste de l'équipe en raison du contrat qu'il avait avec la bande jusqu'à la fin de 2015. Dans The Noite, Diguinho Coruja est celui qui jouera le rôle de Marcelo. 
La liste des invités du talk show est longue, incluant des personnalités brésiliennes comme Jair Bolsonaro, Whindersson Nunes, Luísa Sonza, Ronaldinho Gaúcho, et des personnalités étrangères, comme Joe Satriani, Gene Simmons ou encore étrangères vivant au Brésil, comme Gavin Roy, Tim Cunningham ou Paul Cabannes.